# Selfridges

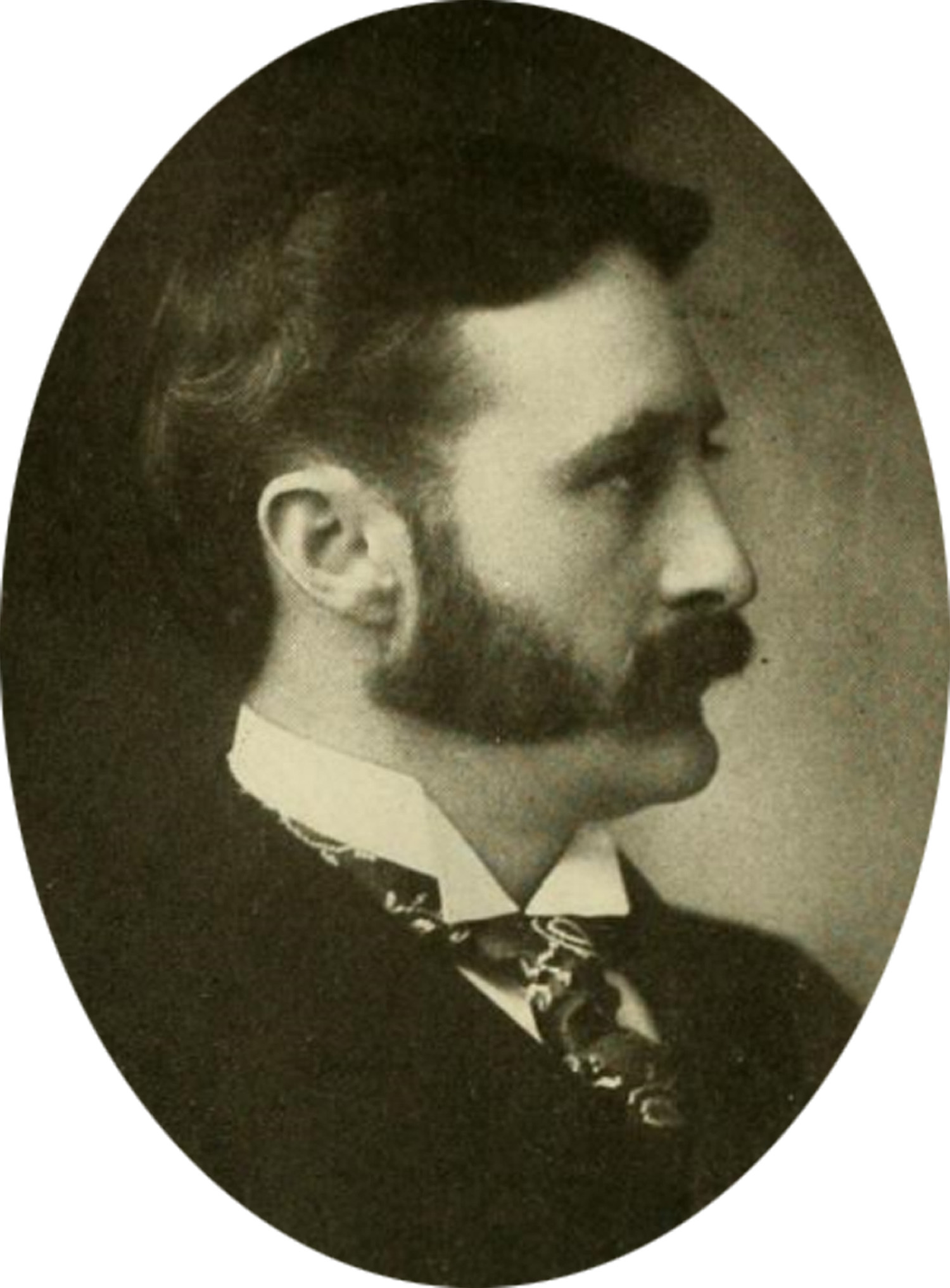
Harry Gordon Selfridge (Cirka 1880).

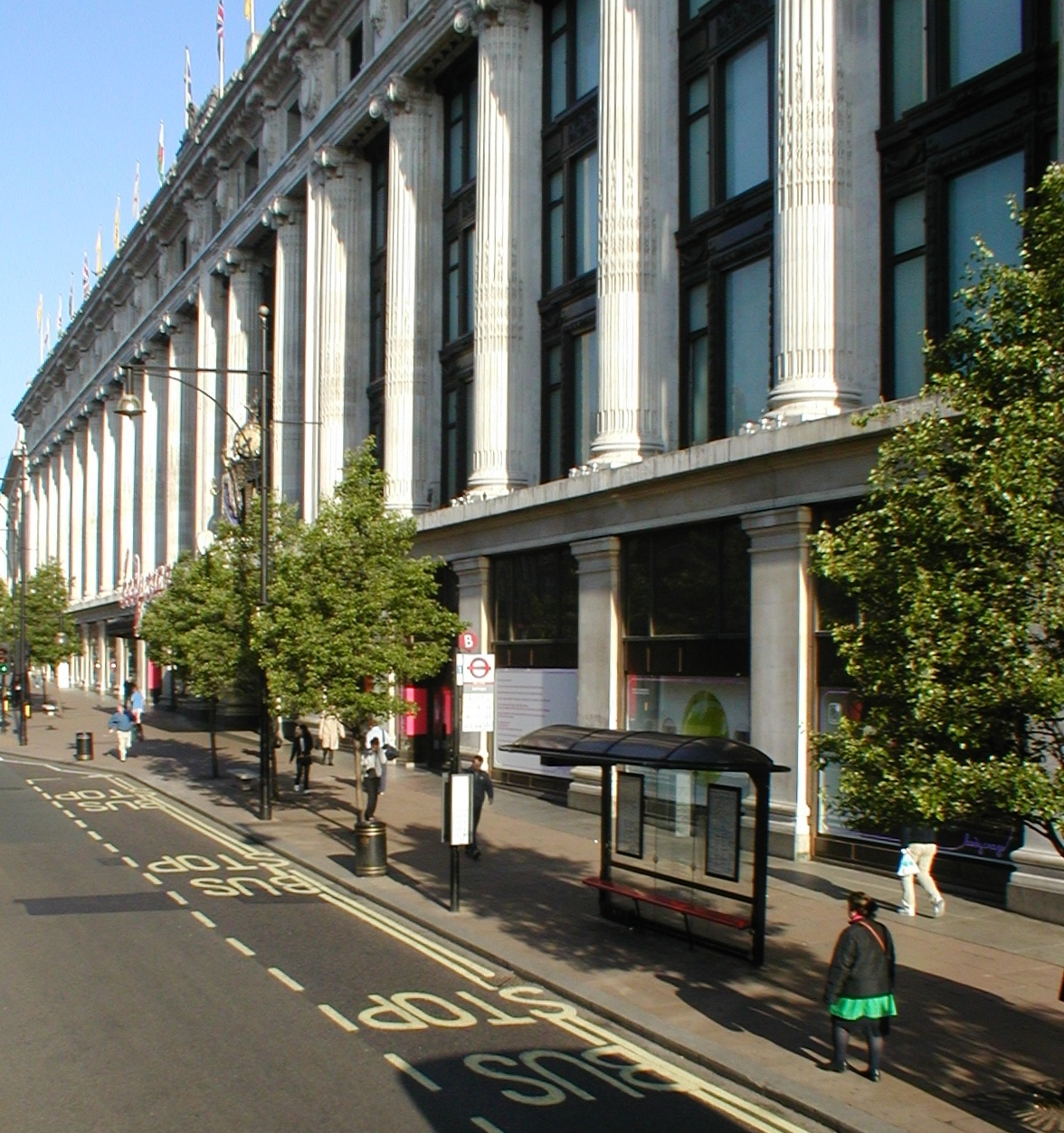
Varuhuset på Oxford Street i London.

Selfridges är en varuhuskedja i Storbritannien. Kedjans första varuhus grundades av Harry Gordon Selfridge (1858–1947) på Oxford Street i London den 15 mars 1909. 
Harry Gordon Selfridge var från USA och hade avancerat inom detaljhandeln där. När han besökte London som turist 1906 märkte han att de brittiska varuhusen inte anammat de moderna idéerna som utvecklats av varuhusen i USA. 
Dessutom insåg han att kvinnornas ökade frihet skapade en större marknad för inköp för nöjes skull. 
Varuhuset Selfridges introducerade flera egna idéer för att öka försäljningen som fortfarande används inom detaljhandeln. Till exempel att placera parfymavdelningen nära ingången och att ha prisvärda restauranger i varuhusen för att behålla kunderna inom dessa.

## Filmatisering
2013 gjordes en dramatisering om grundandet av Selfridges i TV-serien Mr Selfridge, som kom att visas under fyra säsonger fram till 2016 i Sveriges Television.